# Атабекова, Анаида Иосифовна
Анаида Иосифовна Атабекова (1903, Тбилиси — 1991) — советский биолог, ботаник, анатом и цитолог растений.
Доктор сельскохозяйственных наук, профессор, профессор Тимирязевской сельскохозяйственной академии. Супруга и соратница Н. А. Майсуряна. Как отмечается, исключительное место среди их трудов занимает написанная в соавторстве монография «Люпин», получившая международное признание, в основу которой легла значительная коллекция ботанических форм этого растения, собранная Н. А. Майсуряном из разных стран мира. Как отмечал Богуслав Курлович: «Атабекова и Майсурян описали богатейший фонд полезных генетических признаков люпина, чрезвычайно ценный для селекционной работы».
По её внуку Александру Майсуряну, была 1900 года рождения (также этот год указан на надгробии); согласно ещё одному источнику — 1902 года рождения.
С 1922 года работала в контрольном семенном пункте Тифлисского ботанического сада.
С 1930 года преподаватель Тимирязевской сельскохозяйственной академии (ныне Российский государственный агарный университет — МСХА им. К. А. Тимирязева), работала профессором на кафедре ботаники. В 1934—1936 годах читала курс цитологии в Московском государственном университете. Её называют известным ботаником-микроскопистом, «выросшим» в лаборатории эмбриологии, организованной в 1934 году П. М. Жуковским для изучения культурных и дикорастущих растений.
По свидетельству внука, А. Майсуряна: 
…Сгущавшаяся холодная атмосфера вокруг оставшихся генетиков в Тимирязевке (из-за лысенковщины - прим.) была такова, что бабушке в какой-то момент пришлось оттуда уволиться и устроиться экскурсоводом на ВДНХ. Потом, когда атмосфера потеплела, она вернулась в Тимирязевку и продолжала работать там в качестве профессора вплоть до своего ухода на пенсию.
Ученица Н. И. Вавилова (по свидетельству внука, "почти боготворила" того). 
Учился у неё Валерий Николаевич Сойфер.
Дочь И. Н. Атабекова, сестра Г. И. Атабековой (матери И. Г. Атабекова).
Супруга Николая Александровича Майсуряна, мать Александра Николаевича Майсуряна, бабушка Александра Александровича Майсуряна (род. 15.06.1969). Своим другом её называл Жорес Медведев.
Похоронена в Москве, на Армянском кладбище рядом с могилой мужа.

## Труды
- Определитель главных сорных растений Закавказья по семенам и плодам. Вып. 4 / соавт. А. И. Атабекова; Гос. политехн. ин-т. — Тифлис, 1927. — 101 с.
- Майсурян Н. А., Атабекова А. И. Определитель семян и плодов сорных растений. М.-Л.: Сельхозгиз, 1931. 405 с.
- Цитология растений : учеб. пособие для вузов / Анаида Иосифовна Атабекова, Елена Ивановна Устинова. — Москва : Колос, 1967. — 232 с.
  - Цитология растений : учебник / А. И. Атабекова, Е. И . Устинова. — 2-е изд., перераб. и доп. — М. : Колос, 1971. — 263 с.
  - Цитология растений / А. И. Атабекова, Е. И. Устинова. — 4-е изд., перераб. и доп. — М. : Агропромиздат, 1987. — 246 с.
- Майсурян Н. А., Атабекова А. Н. Люпин. М.: Колос, 1974. 464 с.
- Майсурян Н. А., Атабекова А. И. Определитель семян и плодов сорных растений. — Изд.2-е, перераб. и доп. — М.: Колос, 1978. — 288 с.